# Agostino Della Sala Spada
Agostino Della Sala Spada (né à Calliano le 1er mai 1842 et mort à Moncalvo le 18 septembre 1913) est un écrivain et journaliste italien.

## Biographie
Agostino Della Sala Spada est né à Calliano Asti le 1er mai 1842.
Après avoir étudié à Calliano avec le Latiniste Contardo Vecchi, au collège des pères Somaschi de Casale et ensuite à celui d'Asti, il a commencé à étudier le droit à l'Université de Turin pour finalement obtenir son diplôme à Gênes avec l'économiste Gerolamo Boccardo. Après un retour à Turin, où il est journaliste et bibliothécaire de la Cour d'appel, il s'installe  à Moncalvo en exerçant la profession d'avocat, avec laquelle il rejoint une intense activité sociale et politique à Monferrato. À la fois journaliste et avocat au tribunal, il fonde deux périodiques satiriques et controversés, Reletta et La Formula nuova, et collabore depuis 1871 avec le journal Il Monferrato.
En 1872-1873, il écrit le roman autobiographique La vita (La Vie), dans lequel il évoque sa vie d'étudiant Turin et la scapigliata des années antérieures à 1860; l'œuvre devient populaire dans le Piémont, à tel point qu'elle sert d'inspiration pour les farces et les comédies, même dialectales.
Il a écrit deux comédies satiriques en piémontais, Le elession d'Rocatajà et Pastiss Electoral, qui ont été couronnées de succès et représentées dans toute la région. Il s'est également intéressé au folklore local, en écrivant le livre I proverbi Monferrini (1901) et en donnant des conférences sur le sujet.
Son roman utopique et futuriste In 2073! Rêves d'un extravagant (1874) est considéré comme l'une des œuvres précurseurs de la science-fiction italienne du dix-neuvième siècle.
Ses œuvres les plus célèbres sont deux romans historiques, Mondo antico (1877-1878) et Tu quoque? (1905), inspirés de lectures classiques (Tacite, Svetone et Dion Cassius). La première est devenue connue plus tard grâce à une controverse déclenchée par la sortie du roman Quo vadis? de Henryk Sienkiewicz, traduit en Italie en 1899, qui présentait diverses similitudes avec l'œuvre de Della Sala Spada. Cette histoire est incluse dans le roman autobiographique Nel tribolazione (publié à titre posthume en 1914).
Agostino Della Sala Spada est mort à Moncalvo le 18 septembre 1913.

## Œuvres
- Una notte al camposanto di Torino: carme, Turin, 1865
- La vita, 1873
- Nel 2073! Sogni d'uno stravagante, Moncalvo, 1874
- La torre di Viarigi: versi, Casale, 1885
- I collimonferrini: versi, Casale, 1885
- L'ammonito: romanzo sociale, Casale, 1886
- L'organista di Pontedolce, Turin 1896
- I proverbi monferrini, Turin, 1901
- Mondo antico, Casale, 1877-78
- Tu quoque?, Turin, 1905
- Il filo di un romanzo, Milan, 1908
- Nella tribolazione, Turin, 1914

Comédies théâtrales
- Le elession d'Rocatajà (en piemontais)
- Pastiss elettorai (en piemontais)